# Droglewo
Droglewo (niem. Karlshof, Karolewo (1947), Drogolewo (1951)) – osada w Polsce, w województwie warmińsko-mazurskim, w powiecie węgorzewskim, w gminie Budry.
W latach 1975–1998 miejscowość należała administracyjnie do województwa suwalskiego.

## Nazwa
28 marca 1949 r. ustalono urzędową polską nazwę miejscowości – Droglewo, określając drugi przypadek jako Droglewa, a przymiotnik – droglewski.